# Bryan Braman
Bryan Braman (* 4. Mai 1987 in Spokane, Washington; † 17. Juli 2025 ebenda) war ein US-amerikanischer American-Football-Spieler. Er spielte auf der Position des Defensive Ends für die Houston Texans und die Philadelphia Eagles in der National Football League (NFL). Mit den Eagles gewann Braman den Super Bowl LII.

## Leben und Karriere
Braman wuchs in ärmlichen Verhältnissen in Spokane auf, wo er mit seiner Familie oft umziehen musste. Gefördert durch seine Mutter, begann er in seiner Jugend Sport zu treiben und geriet dadurch zum Football. Durch seine Leistungen in der Highschool bekam er im Alter von 18 Jahren ein Sportstipendium für die University of Idaho. Aufgrund einer depressiven Phase blieb er jedoch dauerhaft dem Unterricht fern und spielte auch nicht für das Footballteam, weshalb er von der Universität flog. Daraufhin lebte er obdachlos. 2007 entschloss er sich, auf das Long Beach City College zu gehen und dort Football zu spielen. 2009 wechselte er an die West Texas A&M University.
Braman wurde im NFL Draft 2011 nicht ausgewählt, wurde aber von einem Assistenztrainer der Houston Texans, der zuvor Trainer der Defensive Line an der Western A&M war, zum Trainingscamp der Texans eingeladen. Dort konnte er überzeugen und wurde verpflichtet. Bei den Texans wurde er hauptsächlich in den Special Teams eingesetzt. In der Saison 2011 tackelte er im Spiel gegen die Tennessee Titans deren Punt Returner Marc Mariani, ohne dabei einen Helm zu tragen. 2012 konnte er zwei Punts blocken, wodurch er einen Franchise-Rekord aufstellte. Am 12. März 2014 verpflichteten ihn die Philadelphia Eagles für zwei Jahre. Am 23. August 2017 wurde er von den New Orleans Saints unter Vertrag genommen. Dort wurde er jedoch im Rahmen der finalen Kaderverkleinerung vor Beginn der Regular Season entlassen. Am 12. Dezember verpflichteten ihn die Eagles erneut. Am 4. Februar 2018 gewann er mit den Eagles den Super Bowl LII gegen die New England Patriots.
Braman starb am 17. Juli 2025 im Alter von 38 Jahren an den Folgen eines Hirntumors. Er hatte zwei Kinder.